# غيل روزاس
غييرمو "غيل" روزاس ألونسو هو لاعب كرة قدم إسباني، من مواليد 17 مايو 2000، يلعب كظهير أيمن في نادي ريال خيخون.

## مهنة النادي
وُلِد في خيخون، أشتورية، وانضم إلى نادي سبورتينغ خيخون في عام 2009. وفي 6 يوليو 2018، جدد عقده لمدة ثلاث سنوات.

## روابط خارجية
- غيل روزاس على موقع قاعدة بيانات كرة القدم.إي يو (الإنجليزية)
- غيل روزاس على موقع Soccerway.com (الإنجليزية)
- غيل روزاس على موقع عالم كرة القدم.نت (الإنجليزية)